# Voici
 (juin 2010).
Si vous disposez d'ouvrages ou d'articles de référence ou si vous connaissez des sites web de qualité traitant du thème abordé ici, merci de compléter l'article en donnant les références utiles à sa vérifiabilité et en les liant à la section « Notes et références ».
Voici est un magazine hebdomadaire français, sur l'actualité et les news people. Il appartient à Prisma Media, filiale française du groupe Vivendi.
Depuis fin 2020, il est sous le contrôle de Vincent Bolloré.

## Histoire
Créé en 1987 par Axel Ganz, ancien dirigeant de Prisma Presse, Voici était au début un magazine familial. Mais la ligne éditoriale a été revue pour devenir ce qu'elle est aujourd'hui : un magazine basé sur les photos de célébrités « volées » ou non, en collaboration avec des agences photos, des anonymes et parfois les stars elles-mêmes.
Contrairement à la presse people qui existait précédemment, Voici se fait beaucoup plus intrusif sur la vie privée des personnalités : le magazine choisit de mobiliser les revenus de ses ventes et de ses publicités pour financer d'éventuels procès. En 1997, le magazine en compte ainsi 170 mais le succès est au rendez-vous, Voici tirant à 800 000 exemplaires. Afin de rester concurrentiels, d'autres magazines font de même, mais la mort de la princesse Diana détourne le public de ce genre de presse, dont les dérives sensationnalistes sont conspuées.
Michèle Marchand est une figure importante de Voici dans les années 1990.

## Concurrence
Depuis sa création, la concurrence s'est étoffée. Alors qu'en 1987, la presse people française ne comptait que trois titres (France Dimanche, Point de Vue et Ici Paris), Voici doit dorénavant faire face à Closer fondé en 2005, Public, Gala, Oops ! et Bon Week, titre lancé en juin 2006 par les éditions Bauer. En 2014, la concurrence reste rude face à Closer qui dépasse alors les ventes de Voici grâce surtout au scoop de l'affaire Julie Gayet/François Hollande.

## Ligne éditoriale
Voici se distingue notamment par son ton impertinent. Selon l'Alliance pour les Chiffres de la Presse et des Médias, Voici se classe à la 36e place de la "presse magazine" après Sciences et Avenir.  À l'été 2006, le magazine s'est étoffé de quinze pages supplémentaires.
Un quart des journalistes listés dans "l'équipe éditoriale" du journal sont de faux noms, qui ont la particularité de présenter des portraits provenant de banques d'images. Le journal bénéficie aussi d'un réseau de pages Facebook qui relaient continuellement ses articles, bien qu'elles n'aient en apparence aucun lien avec le média. Ce réseau permet d'augmenter de manière importante l'audience du site, qui reçoit 65 millions de visites en février 2023.

## Condamnations judiciaires
En 2007, Voici est condamné à verser 50000 € de dommages et intérêts à Laure Manaudou après la diffusion de photos dénudées de la nageuse.
En novembre 2012, Voici est condamné à verser 5000 € de dommages et intérêts provisionnels à Dominique Strauss-Kahn après avoir publié des photos de lui et d'une femme présentée comme sa nouvelle compagne. Les magazines VSD et Closer ont également été condamnés.
En octobre 2014, le magazine est condamné à la suite d'une plainte d'Andréa Casiraghi, fils de Caroline de Monaco et son épouse, pour deux publications relatant leur mariage.
Le 15 mai 2015, le magazine est condamné à verser 5000 € de dommages et intérêts à Nabilla Benattia après avoir diffusé deux photos de sa garde à vue en novembre 2014.
Le 5 juillet 2016, le tribunal correctionnel de Nanterre a condamné le directeur de publication de l'hebdomadaire à 1500 € d'amendes pour avoir publié des photos de Julie Gayet dans l'aile privée de l'Élysée, ainsi que d'un euro symbolique pour « atteinte à l'intimité de la vie privée par fixation ou transmission de l'image d'une personne ».

## Diffusion
Selon l'ACPM, en 2005, sa diffusion était de 483 432 exemplaires (diffusion France payée), soit environ 4,5 millions de lecteurs chaque semaine. Malgré la très forte concurrence, Voici stabilise alors ses ventes avec une diffusion autour 450 000 exemplaires pour 2006. L'année record reste 2002, avec 537 005 exemplaires. Comme ses concurrents, Voici augmente généralement sa diffusion d'environ 35 % en été par rapport au reste de l'année.
En 2011, la diffusion (France payée) semble stable à 381 235 exemplaires mais recule deux ans plus tard pour s'établir à environ 300 000 exemplaires alors qu'une nouvelle maquette est lancée en juin de cette année-là.
En 2021, la diffusion semble avoir sensiblement baissé avec 209 605 exemplaires (diffusion France payée).